# Antiochia di Siria
Antiochia di Siria (l'odierna Antiochia [AFI: /antiˈɔkja/] in Turchia; in turco Hatay Antakya; in greco antico: Ἀντιόχεια ἡ ἐπὶ Δάφνῃ? o Ἀντιόχεια ἡ ἐπὶ Ὀρόντου o Ἀντιόχεια ἡ Μεγάλη; in armeno Անտիոք?; in latino Antiochia ad Orontem; in arabo انطاکیه‎?, Anṭākya) o anche Antiochia sull'Oronte, fu fondata all'incirca nel 300 a.C. da Seleuco I Nicatore, uno dei generali di Alessandro Magno, e per più di due secoli fu la capitale del Regno dei Seleucidi. Seleuco le diede questo nome in onore del padre Antioco. Nel 64 a.C. Pompeo conquistò la regione e costituì la provincia romana di Siria.
Le rovine di Antiochia si trovano nei pressi della moderna città turca di Antiochia (Antakya).

## Storia

### La fondazione dei Seleucidi ed il mondo ellenistico (300-64 a.C.)

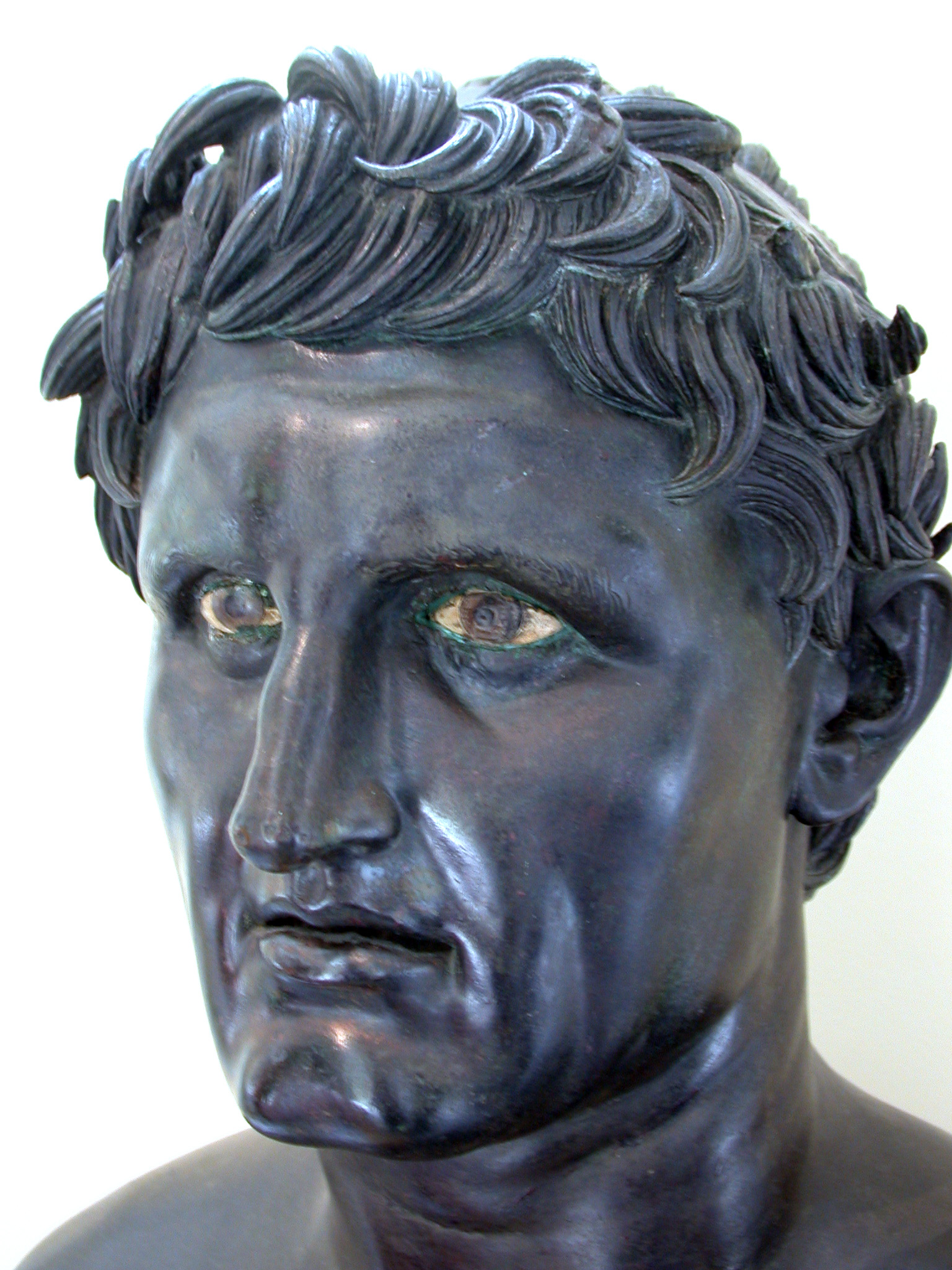
Busto di Seleuco I, fondatore della città di Antiochia (copia romana da originale greco trovata ad Ercolano).

Fu fondata nell'aprile del 300 a.C. da Seleuco I Nicatore (dopo dodici anni di regno, il 22 del mese di Artemide), uno dei generali di Alessandro Magno sul sito di un antico insediamento chiamato Meroe dove era presente un tempio dedicato ad Anat (la "persiana Artemide", secondo i Greci). Il primo sito è da localizzarsi nella periferia est di Antiochia. Si trattava di un villaggio sorto nei pressi del monte Silpio o Iopolis (cittadella). E ancora Giovanni Malalas riferisce anche di un altro villaggio, chiamato Bottia, che sorgeva nella vicina pianura lungo il fiume Oronte (situazione non molto dissimile dall'agglomerato di villaggi durante la fondazione di Roma). Vi è poi chi, come Libanio, ipotizza possa essere stata inizialmente, una piccola colonia greca per il commercio (Javan). La tradizione racconta che il sito di Antiochia fu scelto sulla base di un evento sacrificale, secondo il quale un'aquila, uccello caro a Zeus, si era cibata di un boccone di carne sacrificale.
A partire dal 281 a.C. fu la capitale del Regno dei Seleucidi per più di due secoli, almeno per la parte occidentale del regno, mentre Seleucia al Tigri lo era per la parte orientale. Seleuco le diede questo nome in onore del proprio padre Antioco, per il quale ne creò altre quindici con lo stesso nome, pur essendo Antiochia di Siria sul fiume Oronte, la più importante.
La politica locale fu da sempre turbolenta. I molti dissensi nella dinastia seleucide portarono la popolazione antiochena a ribellarsi spesso, per esempio contro Alessandro I Bala nel 147 a.C., o contro Demetrio II Nicatore nel 129 a.C. Quest'ultimo, arruolando un corpo di ebrei, mise a ferro e fuoco la città. Flavio Giuseppe aggiunge che Antioco Epifane, dopo aver saccheggiato la vicina Gerusalemme, spogliò il Tempio dei suoi preziosi ornamenti, ma i suoi successori restituirono ai Giudei di Antiochia tutti i doni votivi di bronzo, collocandoli nella loro sinagoga e permisero loro di avere pari diritti di cittadinanza, come la popolazione di origine greca. Poi i Giudei aumentarono di numero e arricchirono il tempio con i loro splendidi e ricchi doni; essi attiravano ai loro riti religiosi un gran numero di greci, integrandoli nella loro comunità.
Nelle ultime lotte interne della dinastia seleucide, Antiochia si rivoltò contro i suoi deboli governanti, tanto da invogliare Tigrane II ad occupare la città nell'83 a.C. Tra il 75 e il 73 a.C. Cleopatra Selene ottenne da Roma che il figlio, Antioco XIII (figlio di Antioco X), fosse riconosciuto re della Siria (non invece, re d'Egitto). Poco dopo la Selene fu però catturata ed uccisa da Tigrane. Gneo Pompeo Magno a sua volte vinse il re armeno, ottenendo che la città di Antiochia nominasse suo sovrano, il giovane Antioco XIII. La nomina venne in seguito confermata da Lucio Licinio Lucullo (nel 69 a.C.), ma nel 64 a.C. ancora una volta l'intervento di Gneo Pompeo Magno, fece deporre ed uccidere il giovane reggente, estinguendo così l'ultimo sovrano della dinastia seleucide.

#### Archeologiaseleucide
La città realizzata da Seleuco I fu creata a imitazione di Alessandria d'Egitto, sulla base dell'impostazione dell'architetto Xenarius. La città era popolata da un insieme di coloni locali che gli Ateniesi avevano portato dalla vicina città di Antigonia, oltre a Macedoni ed Ebrei. La popolazione totale di Antiochia al momento della sua fondazione è stata stimata tra i 17000 e i 25000 abitanti, senza considerare gli schiavi. Parlava prevalentemente aramaico, oltre al greco.
Libanio descrive il primo edificio e l'urbanistica di questa città. La cittadella si trovava nei pressi del monte Silpio, mentre la città si trovava prevalentemente in pianura verso nord, lungo il fiume Oronte. Due strade con grandi colonnati si intersecavano al centro. Poco dopo un secondo quartiere sorse probabilmente ad est grazie ad Antioco I, che appariva, come ci ricorda Strabone, quella parte di città sorta più che altro grazie ai nativi, in contrasto con la vicina parte greca della città. Fu racchiusa da un'importante cerchia di mura. Nella parte nord della città, tra le due sponde, sorgeva una grande isola, dove Seleuco II cominciò a far edificare un terzo quartiere della città, anch'esso munito di mura, e portato a termine dal successore Antioco III. Un quarto ed ultimo quartiere della città ellenica fu aggiunto da Antioco IV (175-164 a.C.) e per questo motivo Antiochia era conosciuta anche come Tetrapolis. Da ovest ad est la sua intera larghezza era di circa 6 km e poco meno da nord a sud, con inclusi grandi giardini.

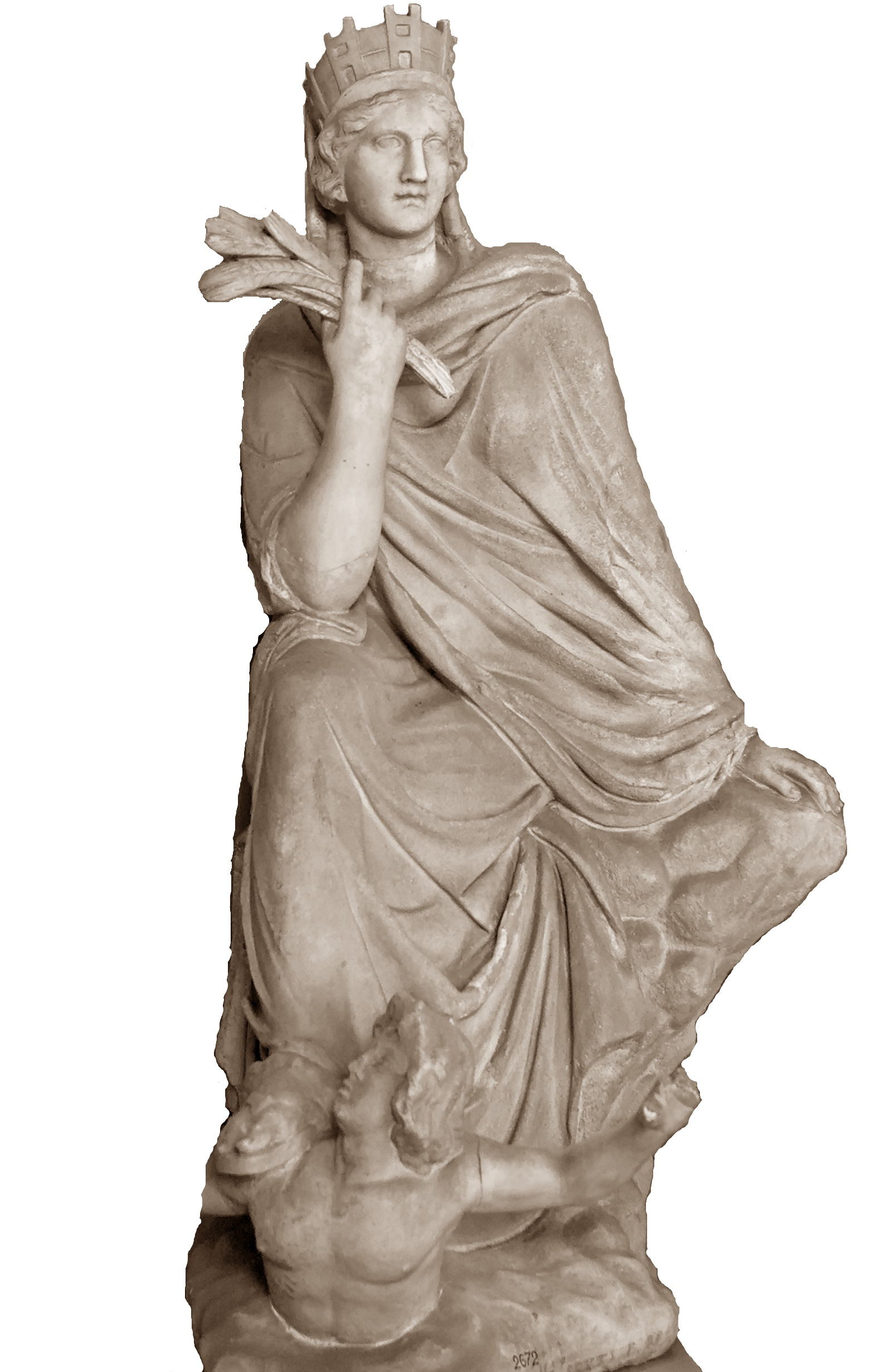
La Tiche di Antiochia, commissionata a Eutichide per celebrare la fondazione della città.

Tra i suoi più importanti edifici di epoca ellenistica, sappiamo solo del teatro greco (i cui resti sono ancora visibili lungo il fianco del monte Silpio), oltre al grande palazzo reale, probabilmente situato sull'isola. Sul fatto che spesso sia stata definita una città d'oro, suggerirebbe che l'aspetto esterno di Antiochia era impressionante, ma la città aveva bisogno di restauro a causa dei continui terremoti a cui era abitualmente sottoposta, trovandosi lungo la faglia anatolica orientale. Il primo grande terremoto mai registrato nella storia lo riferisce il cronista che qui nacque, Giovanni Malalas, del 148 a.C. e che portò enorme distruzione.

### La città romana

#### Epoca repubblicana (64-31 a.C.)
Nel 64 a.C. Pompeo conquistò la regione e costituì la provincia romana di Siria. Di essa Antiochia divenne la capitale. Qui si fermò l'ambasciatore di Lucio Licinio Lucullo, Appio Claudio Pulcro, nel 71-70 a.C. per trattare la consegna di Mitridate VI del Ponto da parte del re d'Armenia Tigrane II, durante la terza fase della guerra mitridatica.
Dopo la pesante sconfitta di Carre, subita da Marco Licinio Crasso nel 53 a.C., due anni più tardi (nel 51 a.C.), Orode II re dei Parti raccolse un esercito imponente e lo inviò, sotto l'alto comando dell'erede al trono, Pacoro I, fin sotto le mura di Antiochia. L'assedio però non ebbe successo grazie all'accorrere di Gaio Cassio Longino, che era stato luogotenente di Crasso fino a due anni prima. I Parti furono respinti e costretti a ripiegare su Antigonea. Il tentativo successivo di assediare anche quest'ultima città si rivelò del tutto inutile e forse anche l'arrivo del nuovo proconsole di Siria, Marco Calpurnio Bibulo, li costrinse ad abbandonare definitivamente i territori romani, tornandosene così ad est dell'Eufrate. La prima guerra tra Roma e i Parti terminava nel 50 a.C. quando Orode richiamò il figlio dalla Siria. Gaio Giulio Cesare visitò la città durante la sua campagna in Oriente nel 47 a.C., e ne confermò il suo status di città libera.
Quattro anni più tardi (nel 43 a.C.), durante una nuova fase della guerra civile romana, la città fu posta nuovamente sotto assedio da parte di Publio Cornelio Dolabella, il quale però fu respinto dalla guarnigione della capitale provinciale, e costretto a riparare su Laodicea, dove poco dopo fu assediato e ucciso da Gaio Cassio Longino. Quando i Parti invasero nuovamente i territori orientali della Repubblica romana (nel 40 a.C.), vennero condotti dal loro re Pacoro e da Quinto Labieno (figlio di quel Tito Labieno, legato di Gaio Giulio Cesare in Gallia). L'esercito partico attraversò l'Eufrate e attaccò Apamea. Il primo attacco alla città però fallì, ma Labieno riuscì a convincere le guarnigioni romane in Siria a passare dalla sua parte. L'esercito romano-partico riuscì, quindi, a sconfiggere l'esercito del governatore provinciale di Marco Antonio, Lucio Decidio Saxa, in battaglia, e questa volta riuscì nell'impresa di conquistare Apamea, oltre a costringere Antiochia a scendere a patti ed a passare dalla parte dei vincitori parti.
Marco Antonio nel 37 a.C. fece di Antiochia il suo "quartier generale" in vista dell'imminente campagna contro i Parti dell'anno successivo. Qui Cleopatra, la sua amante egiziana, fu convocata dallo stesso, ora che si era allontanato dalla nuova moglie Ottavia minore. È probabile che la passione che travolse i due innamorati, portò Antonio a sposare la regina d'Egitto nel corso dell'inverno del 37-36 a.C. e a fantasticare grandiosi piani su di un Oriente unito sotto la guida dei due amanti.

##### Archeologia romano repubblicana
Quando Gaio Giulio Cesare vi fece visita nel 47 a.C., decise di costruirvi una grande basilica, chiamata Kaisarion. Ma non fu l'unico monumento pubblico che qui eresse. Sembra abbia anche fatto costruire un nuovo teatro, un anfiteatro (uno dei primi del mondo romano), un acquedotto, nuovi impianti termali e ricostruì anche un nuovo Pantheon.

#### Epoca alto imperiale e primi insediamenti cristiani (31 a.C.-284 d.C.)
Durante il periodo tardo ellenistico, ma più probabilmente durante il periodo romano, la popolazione di Antiochia raggiunse la ragguardevole cifra di oltre 500 000 abitanti (le stime moderne variano da un minimo di 400.000 ad un massimo 600.000 abitanti) e fu la terza città più popolosa del mondo dopo Roma e Alessandria (al tempo dell'Impero di Nerone). Con il IV secolo, la popolazione cominciò a decrescere fino a circa 200 000 unità, secondo Crisostomo (che qui era nato), cifra che ancora una volta sembra non comprendesse la popolazione schiava.

##### Espansionismo romano

Le campagne di Gneo Domizio Corbulone del 61-63, con Antiochia quartier generale delle armate romane

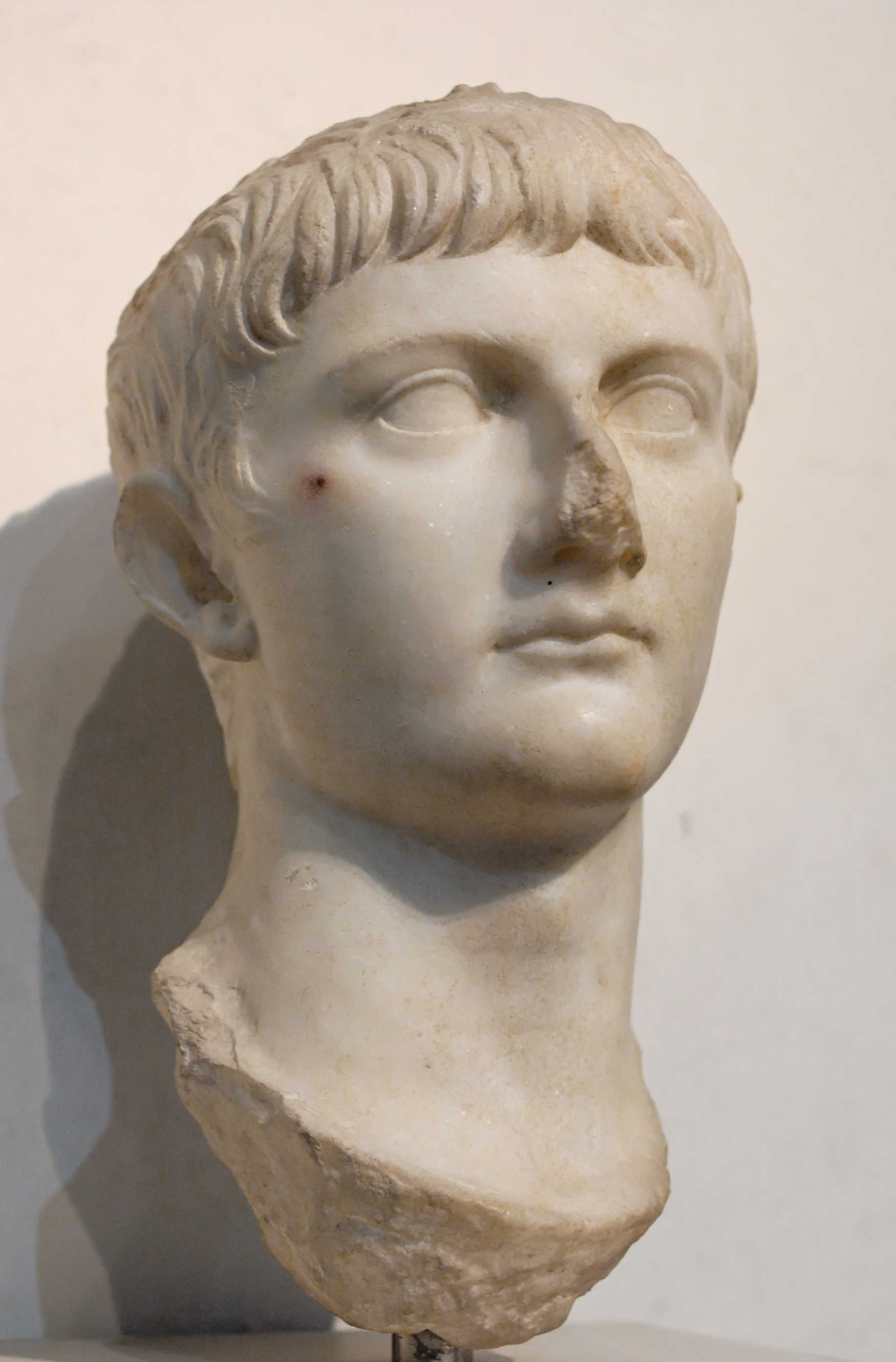
Busto di Germanico che morì ad Antiochia nel 19 d. C.

Ad Antiochia Germanico morì nel 19, durante la sua missione diplomatica in Oriente, voluta dal padre adottivo - l'Imperatore Tiberio. Il suo corpo fu cremato nel Forum (piazza principale). Si narra infatti che Germanico, tornato in Siria dopo aver soggiornato in Egitto durante l'inverno del 18/19, entrò in aperto conflitto con Pisone, che aveva annullato tutti i provvedimenti che il giovane figliastro di Tiberio aveva preso. Pisone, in risposta, decise di lasciare la provincia per fare ritorno a Roma. Poco dopo la partenza di Pisone, Germanico cadde malato ad Antiochia e morì il 10 ottobre dopo lunghe sofferenze. Prima di spirare, lo stesso Germanico confessò la propria convinzione di essere stato avvelenato da Pisone, e rivolse un'ultima preghiera ad Agrippina affinché vendicasse la sua morte.
(Tacito, Annales, II, 73.)
(Tacito, Annales, II, 83.)
E sempre questo stesso anno morì ad Antiochia Vonone I di Partia, il quale se aveva in un primo momento ottenuto asilo politico al tempo di Augusto (nel 12), fu sette anni più tardi condannato da Tiberio e spogliato di tutte le sue immense ricchezze che aveva portato con sé dalla Partia.
Vent'anni più tardi, il 9 aprile del 37 durante il principato di Caligola, un terremoto provocò danni alla città, tanto che qui furono inviati in missione due senatori per riferire sullo stato di calamità della metropoli orientale. Abbiamo notizie di un altro terremoto durante il regno di Claudio. Qui Vespasiano raccolse la sua armata, in vista della prima guerra giudaica. Al momento della proclamazione ad Imperatore (1º luglio del 69), Vespasiano si trovava in Giudea a Cesarea marittima (pronto ad intervenire nella guerra giudaica), mentre il suo valido collaboratore e generale Gaio Licinio Muciano, si trovava ad Antiochia (capitale di Siria), come ci racconta lo storico Tacito.
(Tacito, Historiae, II, 80.)
Sul finire del 69, lo stesso Vespasiano si trasferì ad Antiochia, subito dopo essere stato proclamato imperatore, e da ess dispose di inviare Muciano in Italia, con un forte contingente militare, per sbarazzarsi delle armate vitelliane.
Dopo la fine dell'assedio che portò i Romani alla conquista di Gerusalemme ed alla sconfitta dei Giudei, Flavio Giuseppe ci racconta che nel 70, i superstiti giudei di Antiochia furono incolpati ingiustamente di aver dato alle fiamme la piazza quadrata, il palazzo del governatore, l'archivio e le basiliche. Essi corsero il pericolo di essere sterminati dagli Antiocheni, anche a causa di un precedente episodio del 67 (dove alcuni di loro erano stati arsi nel teatro), che aveva generare un grave malcontento nella popolazione cittadina.

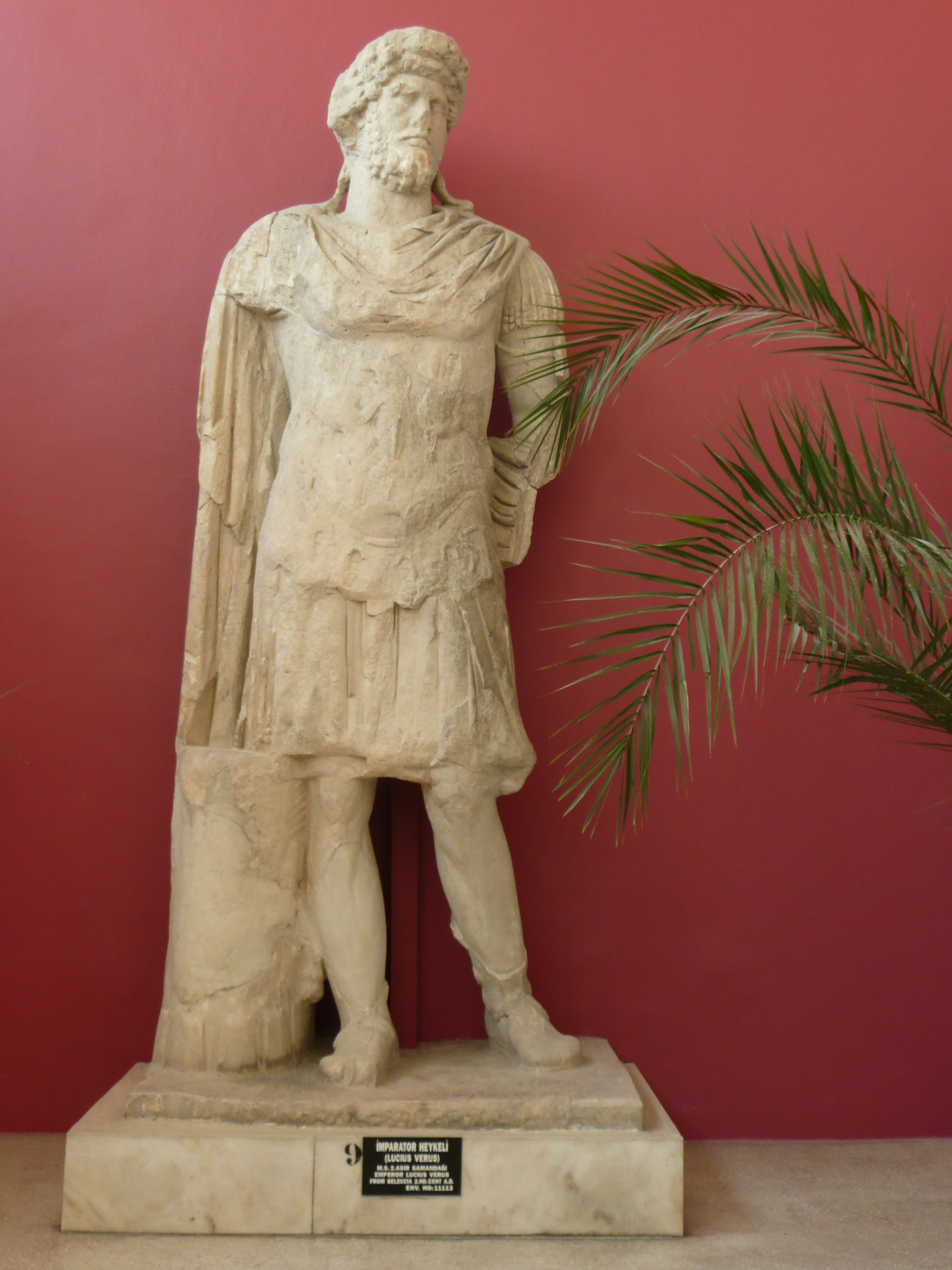
Statua dell'Imperatore romano Lucio Vero, che risiedette ad Antiochia per quattro anni (dal 162 al 166), oggi conservata nel museo archeologico di Antiochia

Antiochia fu utilizzata dall'imperatore Marco Ulpio Traiano nell'anno 114, quale quartier generale delle armate romane in vista delle imminenti campagne militari, che lo vide impegnato alla conquista della Mesopotamia dal 114 al 117. Nel 115, poi, durante uno dei soggiorni dell'Imperatore, la città fu sconvolta da un terribile terremoto, tanto che lo stesso Traiano fu costretto a rifugiarsi nel Circus per diversi giorni.
(Cassio Dione Cocceiano, Storia romana, LXVIII, 24.1-6.)
(Cassio Dione Cocceiano, Storia romana, LXVIII, 25.5-6.)
Morto Traiano nel 117, il suo erede, l'Imperatore Adriano, partì da Antiochia dove si trovava in qualità di governatore della Siria, per vedere le spoglie del vecchio imperatore, che Attiano, Plotina e Matidia stavano trasportando. Presele in consegna, le inviò a Roma via nave, mentre egli tornò ad Antiochia dove affidò il governo della provincia di Siria a Catilio Severo, per prendere poi la strada, attraverso l'Illirico, della capitale imperiale. Nel corso poi di uno dei suoi successivi viaggi (attorno al 129), prese ad odiare al punto gli abitanti di Antiochia da meditare di separare la Siria dalla Fenicia, perché la città non fosse più capitale di tante città. La Historia Augusta racconta che sotto il principato di Antonino Pio, in Antiochia scoppiò un grosso incendio, che evidentemente generò non pochi danni alla città.
| Traiano: sesterzio                                                                          | Traiano: sesterzio |
| ------------------------------------------------------------------------------------------- | --- |
|                                                                                             | |
| IMP CAES NER TRAIAN OPTIMAVG GER DAC PARTHICO P M TR P COS VI P P, testa laureata a destra; | ARMENIA ET MESOPOTAMIA IN POTESTATEM P R REDACTAE, Traiano in piedi tiene in mano un parazonium e una lancia, ai suoi piedi le figure dell'Armenia, dell'Eufrate e del Tigri. |
| 33 mm, 26,29 g, coniato nel 116/117.                                                        | |

Nel 161, con la morte di Antonino Pio, il trono del Regno d'Armenia (regno "cliente" di Roma) era divenuto vacante. A reclamarlo fu Soemo, un principe di Edessa che era pure senatore romano. Il re Vologase IV reagì sul finire dell'estate o gli inizi d'autunno, inviando in Armenia la propria cavalleria al comando del generale Osroe (Osrow), il quale inflisse una sconfitta ai Romani. Soemo fu deposto e dovette fuggire, mentre l'Armenia, in mano partica, ebbe un nuovo sovrano di nome Pacoro. Il governatore della Cappadocia, Severiano, si mosse con l'esercito in Armenia, ma fu sconfitto ad Elegeia. Ottenuta l'iniziativa, i Parti attaccarono sia la Cappadocia che la Siria, sconfiggendo le guarnigioni locali, portando distruzione fin sotto le mura di Antiochia, distruggendo un'intera legione e conquistando la fortezza frontaliera di Edessa. In seguito a questi eventi, lo stesso Lucio Vero fu inviato dal fratello, Marco Aurelio, a combattere i Parti con successo (per quattro anni, dal 163 al 166), trasferendo qui parte della corte imperiale.
L'imperatore Marco Aurelio evitò di far visita alla città nel 175, poiché a capo della provincia di Siria, si era ribellata al suo potere, elevando al trono l'usurpatore Avidio Cassio, poco dopo ucciso dai suoi stessi soldati. L'anno successivo acconsentì a visitare la città per riportarvi l'ordine, pur non infliggendo agli Antiochesi alcuna punizione, essendo stati questi ultimi i più accaniti sostenitori di Avidio Cassio. Commodo qui celebrò le Olimpiadi, mentre durante la guerra civile che ne seguì, divenne la capitale di Pescennio Nigro che qui batté moneta nel 193/194. Settimio Severo, dopo aver sconfitto quest'ultimo nel 194, nel corso delle successive campagne partiche vi soggiornò (nel 197-198), ma tolse agli Antiochesi alcuni privilegi (il fatto di essere capitale di Siria, ora attribuito alla vicina Laodicea), poiché risentito per essere stato da loro deriso durante il suo soggiorno orientale.
Pochi anni più tardi Settimio Severo conferì al figlio maggiore Caracalla, la toga virilis e lo designò console ad Antiochia (nel 202), forse perché il figlio era riuscito a convincere il padre a restituire gli antichi privilegi alla città, che pochi anni prima le erano stati sottratti per l'aiuto prestato al rivale Pescennio Nigro. Caracalla durante gli inverni del 215/216 e 216/217 utilizzò Antiochia come "quartier generale" per le sue campagne contro i Parti. Alla sua morte, avvenuta nella primavera del 217, il prefetto del pretorio, Macrino, si fece proclamare imperatore e fece ritorno ad Antiochia, dove incontrò il figlio Diadumeniano, che proclamò a sua volta Cesare. L'anno successivo (nel 218) nei pressi della città fu combattuta una grande battaglia, che vide le truppe di Eliogabalo sconfiggere quelle di Macrino (poco dopo assassinato), permettendo al loro comandante di diventare imperatore. Qui, nella capitale siriana, il nuovo princeps soggiornò per alcuni mesi, coniando moneta e celebrando così la sua vittoria.

##### Controffensive sasanidi
Le sorti cominciarono ad invertirsi con l'avvento della nuova dinastia dei Sasanidi. Nel corso della Campagna sasanide di Alessandro Severo, quest'ultimo lasciò Roma (nel 231), per raggiungere Antiochia, che divenne per tutta la campagna militare suo quartier generale. Terminate le operazioni militari che avevano lasciato entrambi i contendenti insoddisfatti dell'esito finale dello scontro, nel 239, Ardashir I ruppe la tregua durata circa un quinquennio e tornò ad attaccare la Mesopotamia romana, conquistando Nisibis e Carre (237/238), poi Dura Europos (239) e probabilmente la stessa Antiochia di Siria (240), oltre alla città "alleata" dei Romani, Hatra (240/241), sfruttando il fatto che l'impero romano era impegnato lungo il fronte settentrionale dai continui e martellanti attacchi delle popolazioni germaniche di Goti ed Alamanni e dalle continue guerre interne tra i pretendenti al trono imperiale. E sempre nel 241 associò al potere il figlio, Sapore I.
Nel corso del III secolo, la città potrebbe essere stata assediata ed occupata in almeno due o forse tre differenti circostanze dalle forze sasanidi di Sapore I: probabilmente nel 242, per essere liberata dalle forze romane di Gordiano III; e sicuramente nel 252/253 e nel 259/260. Sotto l'impero di Treboniano Gallo (251-253) i Sasanidi tornarono ad impossessarsi dell'Armenia, uccidendone il sovrano regnante ed espellendone il figlio (252). L'anno seguente Sapore I riprese una violenta offensiva contro le province orientali dell'Impero romano. Le truppe persiane occuparono la provincia della Mesopotamia e si spinsero in Siria dove batterono l'esercito romano accorrente a Barbalisso e si impossessarono della stessa Antiochia, dove razziarono un ingente bottino, uccisero numerosi abitanti nel teatro e trascinarono con sé numerosi prigionieri (253). Vi è da aggiungere che l'eccessiva tassazione voluta a partire dal 248 da Filippo l'Arabo, provocò negli antiocheni un irrobustimento del partito filo-sasanide guidato da un certo Mariade, che preferiva i Persiani sasanidi al dominio romano.
(Zosimo, Storia nuova, I.27.2)

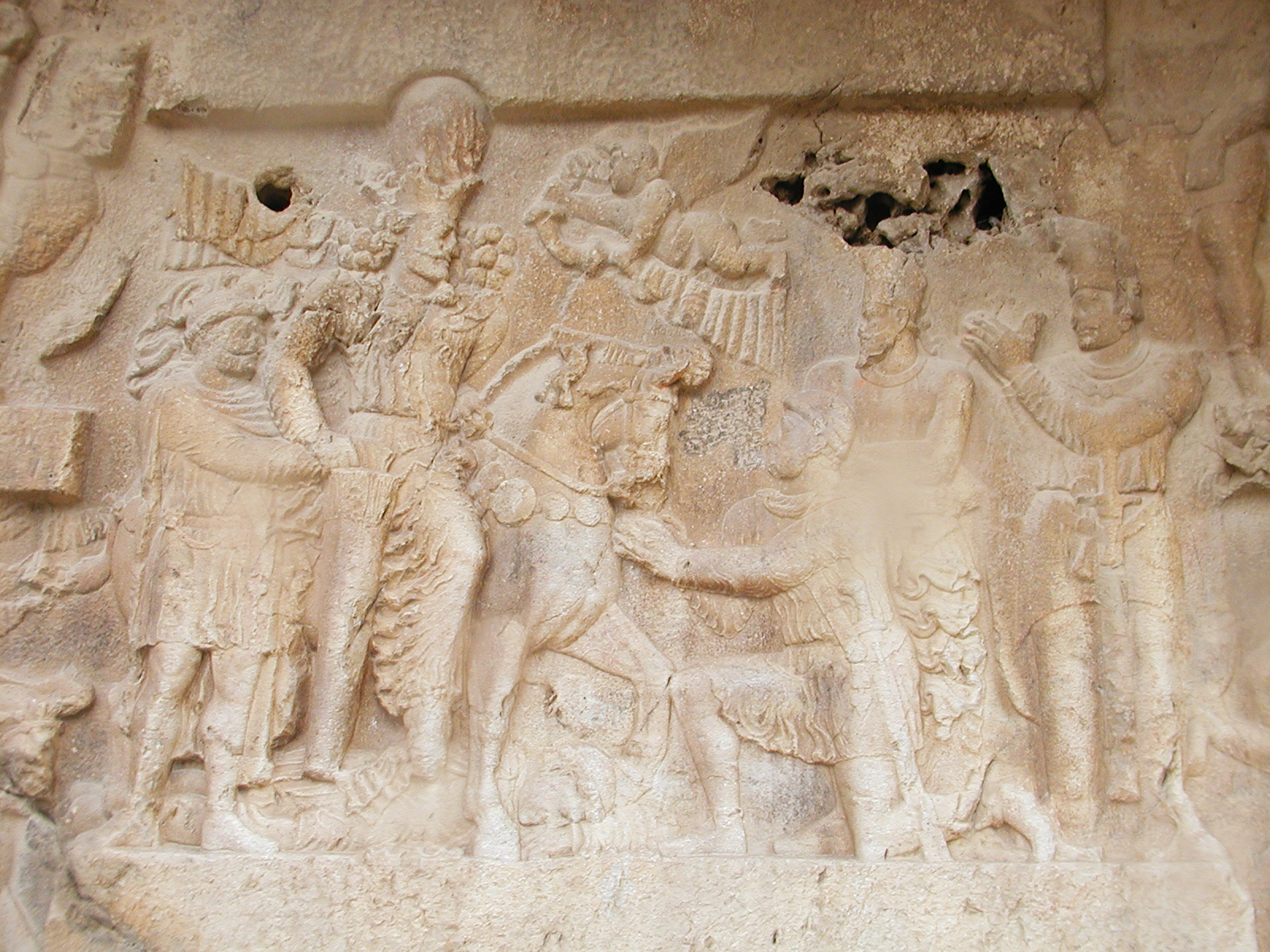
Rilievo a Bishapur celebrante la presunta vittoria di Sapore I sui Romani: Gordiano è calpestato dal cavallo del re sasanide, mentre Filippo l'Arabo è tenuto stretto da Sapore. Quest'ultimo riuscirà un decennio più tardi ad occupare la stessa Antiochia (nel 252/253)

Ancora nel 256, fino al 259-260, gli eserciti di Sapore I, sottraevano importanti roccaforti al dominio romano in Siria, tra cui Carre, Nisibis, Dura Europos (nel 256) e la stessa Antiochia (nel 259/260?). L'imperatore Valeriano fu costretto ad intervenire, recuperando Antiochia l'anno successivo (253/254?) ed occupandosi personalmente della sua ricostruzione, insieme al prefetto del pretorio, Sucessiano. Qui stabilì la sua corte per alcuni anni (dal 253? al 259?). La città, però, sembrerebbe che sia nuovamente caduta sotto i colpi delle armate persiane successivamente, poco prima che Valeriano fosse sconfitto e catturato dalle armate sasanidi nella battaglia avvenuta presso Edessa.
La cattura di Valeriano da parte dei Persiani lasciò l'Oriente romano alla mercé di Sapore I, il quale riuscì ad occupare i territori romani fino a Tarso, compresa tutta la provincia romana di Mesopotamia fino a Cesarea in Cappadocia dopo una strenua difesa.
La controffensiva romana portò Macriano (procurator arcae et praepositus annonae in expeditione Persica) a radunare a Samosata quello che rimaneva dell'esercito romano in Oriente, mentre il prefetto del pretorio, Ballista, riuscì a sorprendere i Persiani presso Corycus in Cilicia e a respingerli fino all'Eufrate. Frattanto Odenato, che aveva cercato di ingraziarsi in un primo momento le amicizie del sovrano persiano Sapore I, una volta che i suoi doni furono sdegnosamente rifiutati da quest'ultimo, decise di abbracciare la causa di Roma contro i Persiani. Come prima azione Odenato si diede all'inseguimento dei Persiani, di ritorno in patria dal loro saccheggio di Antiochia, e prima che potessero attraversare il fiume Eufrate inflisse loro una pesante sconfitta. Durante le campagne militari contro il regno di Palmira di Zenobia, l'imperatore Aureliano riportò sotto il dominio romano la città di Antiochia, conseguendo presso la stessa una memorabile vittoria nel 272, soggiornandovi poi per il periodo necessario a risolvere i problemi della città. Ancora Aureliano tornò a soggiornarvi prima della seconda ed ultima campagna contro il regno di Palmira del 273/274. Zosimo racconta infatti che:
(Zosimo, Storia nuova, I, 61.1.)
Nel 280 l'usurpatore Giulio Saturnino si proclamò imperatore ad Antiochia, ma fu ucciso poco dopo da Marco Aurelio Probo.

##### Cristianesimo

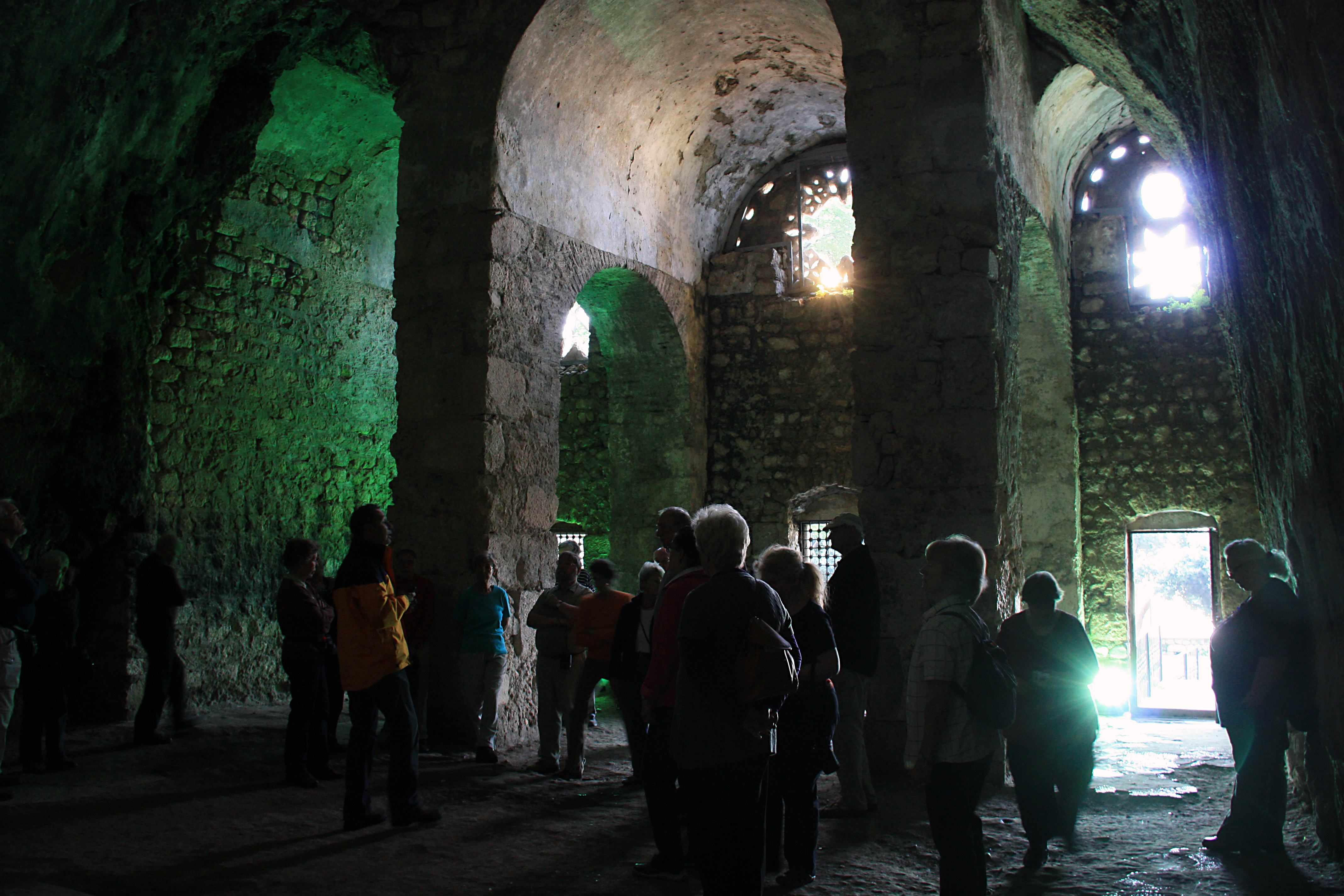
Resti della chiesa dedicata a San Pietro.

Antiochia fu uno dei principali centri del primo cristianesimo. La città, che aveva una popolazione di origine ebraica, soprattutto in un quartiere chiamato il Kerateion, attirò qui i primi predicatori cristiani. Evangelizzata tra gli altri dallo stesso Pietro (questo il motivo per cui il patriarcato di Antiochia ritenne per parte sua di dover rivendicare il primato), la città fu meta dal 47 al 55 anche delle predicazioni cristiane dell'apostolo Paolo di Tarso.
Dei luoghi della predicazione di Pietro e Paolo rimane traccia presso la grotta che, secondo la tradizione, li vedeva radunarsi per la celebrazione dell'eucaristia i primi cristiani. Con l'insediamento della prima comunità cristiana, sotto la responsabilità del seguace di Paolo, Barnaba, Antiochia divenne la sede di uno dei primi quattro patriarcati, insieme a quelli di Gerusalemme, Alessandria e Roma. Tale fu la rilevanza di Antiochia nella storia del cristianesimo antico che negli Atti degli Apostoli si dice che:

##### Archeologia alto imperiale

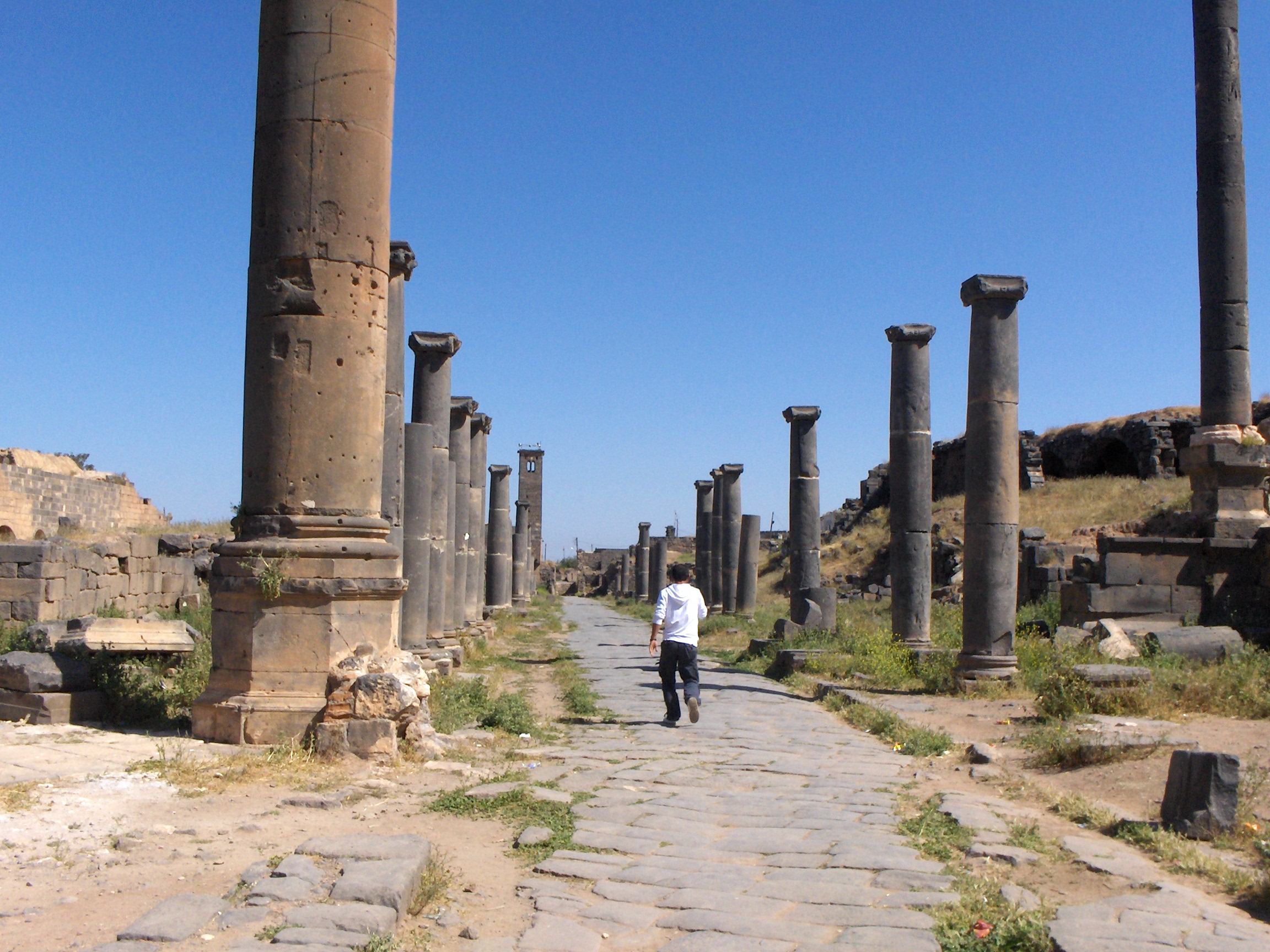
Via colonnata a Bosra, molto simile a quella costruita da Tiberio ed Erode ad Antiochia.

Come città dell'Impero romano essa prosperò fino al V secolo e vide crescere la sua popolazione fino a circa 500.000 abitanti. La metropoli, abbellita da monumenti e templi, si arricchì di marmi pregiati e, fin dal I secolo, venne annoverata fra le città più prospere e importanti dell'Impero e la terza per popolazione, dopo Roma e Alessandria.
Dopo la vittoria di Azio, Augusto la visitò (nel 29 a.C. circa) e ordinò che qui fosse eretto un grande tempio dedicato a Giove Capitolino in marmo rosa nei pressi del monte Silpio (forse ampliato sotto Tiberio), oltre ad un grande foro. Marco Vipsanio Agrippa fece ampliare il teatro (attorno agli anni 20-14 a.C.), che fu portato poi a termine dall'imperatore Traiano che qui soggiornò dal 114 al 117. Il re cliente di Roma, Erode, costruì infine una lunga stoa ad est, mentre Agrippa incoraggiò la crescita di un nuovo quartiere a sud di questa nuova struttura (Epiphania, ampliato sotto Tiberio).

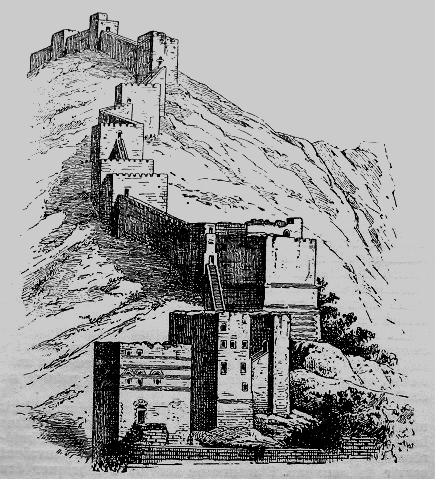
Le grandi mura di Antiochia che si arrampicavano come un serpente fino alle pendici del vicino Monte Silpio.

Ancora Tiberio ed Erode fecero erigere due lunghe vie colonnate nella zona sud (per oltre due miglia romane), verso il monte Silpio, con una piazza ovale alla loro intersezione, al centro della quale era posta una colonna commemorativa (con la statua di Tiberio, in cima) ed un nymphaeum. E se Erode ne pagò la pavimentazione, Tiberio invece le colonne poste lungo i lati della strada. La porta Orientalis fu inoltre decorata con la statua della lupa capitolina che allatta i due gemelli, Romolo e Remo.
Numerosi furono gli imperatori che vi eressero varie opere, a cominciare da Caligola, che ricostruì ed ingrandì il foro, fino ad Aureliano che, tornato dalla guerra contro la regina Zenobia di Palmira, altra ricchissima città, aveva sostato in città ed aveva deciso di abbellirla. Essa però dovette provare anche gravi terremoti e incendi. Posta in una zona ad elevata sismicità, la causa principale della quasi totale scomparsa della presenza romana in città furono i numerosi terremoti che la colpirono. Vespasiano qui batté moneta, probabilmente utilizzando una preesistente zecca, attiva fin dal tempo dei Seleucidi. Antonino Pio costruì la grande arteria stradale est-ovest in granito. Fu quindi ristrutturato il Circo, costruiti nuovi colonnati e Terme, oltre a nuovi acquedotti che portavano il nome dei Cesari, il più bello dei quali era quello di Adriano. Durante poi il regno di Valeriano, quest'ultimo fece erigere sull'isola a nord dell'Oronte, un palazzo imperiale (ampliato durante la tetrarchia da Diocleziano), come ce lo descrive lo stesso Libanio, originario della città.
Poche tracce però della città, un tempo grande metropolis romana, sono oggi visibili a parte delle mura di fortificazione che si estendono come un gigantesco serpente lungo le vicine montagne ad est della città moderna, oltre ad alcuni tratti degli antichi acquedotti, e la Chiesa di San Pietro, che si racconta sia stato un luogo di incontro delle prime comunità cristiane. La maggior parte della città romana giace sepolta sotto i sedimenti profondi del fiume Oronte, o è stata seppellita sotto le attuali costruzioni moderne.

#### Epoca tardo imperiale (284-395)
La città divenne una delle capitali imperiali romane al tempo della tetrarchia di Diocleziano, quando quest'ultimo decise di risiedervi per alcuni anni, ampliando il palazzo imperiale iniziato al tempo di Valeriano, decidendo quindi di condurre con il Cesare Galerio, alcune campagne militari contro i Sasanidi negli anni 293-298, e celebrando nella metropoli orientale il trionfo.
Qui ad Antiochia nacquero nella prima metà del IV secolo, il rètore Libanio (nel 314) e il massimo storico latino della tarda antichità, Ammiano Marcellino (nel 330 circa). Quando Costantino I decise di spostare la capitale da Roma in Oriente, la possibile scelta, prima di decidere in modo definitivo che fosse poi Bisanzio (a partire dal 330), era stata proprio Antiochia.
Nel 337, poco prima della morte di Costantino I, i due eserciti, da una parte quello romano comandato dal figlio di Costantino, Costanzo II, e dal nipote Annibaliano (a cui era stato promesso di elevarlo a "re degli Armeni"), dall'altro quello persiano, condotto dallo stesso Sapore II, ruppero la tregua conclusa oltre trent'anni prima da Narsete e Galerio, e tornarono a scontrarsi. Costanzo si recò ad Antiochia di Siria, città che era stata la sua capitale durante gli ultimi anni da Cesare, da dove poteva occuparsi meglio della fondamentale frontiera orientale di quanto avrebbe potuto fare restando nella capitale imperiale di Costantinopoli. Qui rimase per diversi anni dal 338 al 350, utilizzandola come sua residenza imperiale. L'esito degli scontri non ci è noto però, anche se si presuppone sia avvenuto in Mesopotamia.
Nel 362 l'Imperatore Flavio Claudio Giuliano visitò la città, poco prima di iniziare la sua campagna militare contro i Persiani sasanidi. Egli rimase così affascinato da Antiochia, da considerarla una potenziale rivale all'allora capitale imperiale di Costantinopoli. Antiochia era allora formata da una popolazione con due anime: una pagana e una cristiana, che Ammiano Marcellino riteneva fossero però sufficientemente amalgamate tra loro. Non molto tempo dopo, la popolazione cristiana inveiva contro Giuliano per il suo atteggiamento a favore di riti ebraici e pagani e per aver chiuso la grande chiesa fatta costruire da Costantino I. La reazione fu quella di dare alle fiamme il tempio di Apollo a Dafne. Sembra che Giuliano abbia torturato l'uomo addetto alla manutenzione del tempio per la sua negligenza (avendo consentito o ai cristiani di bruciare essi stessi il tempio o per averlo incendiato lui stesso accidentalmente), confiscò le proprietà dei cristiani, ma rimproverò gli Antiocheni pagani per la loro empietà. E sempre qui fu condotta la salma di Flavio Claudio Giuliano, al termine della campagna militare contro i Persiani, da parte del nuovo imperatore Gioviano nel 363, il quale rimase nella metropoli orientale fino al febbraio del 364.
Nel 369 e 370 l'imperatore Valente recatosi sul fronte orientale in vista di una nuova spedizione contro i Persiani, trascorse due inverni nel palazzo imperiale di Antiochia. Ancora Valente risiedette nella capitale siriana dal 375 al 378, poco prima di recarsi a Costantinopoli e subire una terribile disfatta di Adrianopoli ad opera dei Goti. Dieci anni più tardi, nel 387, ancora ad Antiochia ci fu una grande rivolta causata da una nuova tassa prelevata per ordine di Teodosio I, al termine della quale la città, seppure difesa da Libanio, fu punita con la perdita del suo status di metropolis. Nel 393 il nuovo comes Orientis, che risiedeva ad Antiochia, fu arrestato ed ucciso, sembra ingiustamente, per volere di Arcadio figlio dell'allora imperatore Teodosio I.

##### Archeologia tardo imperiale

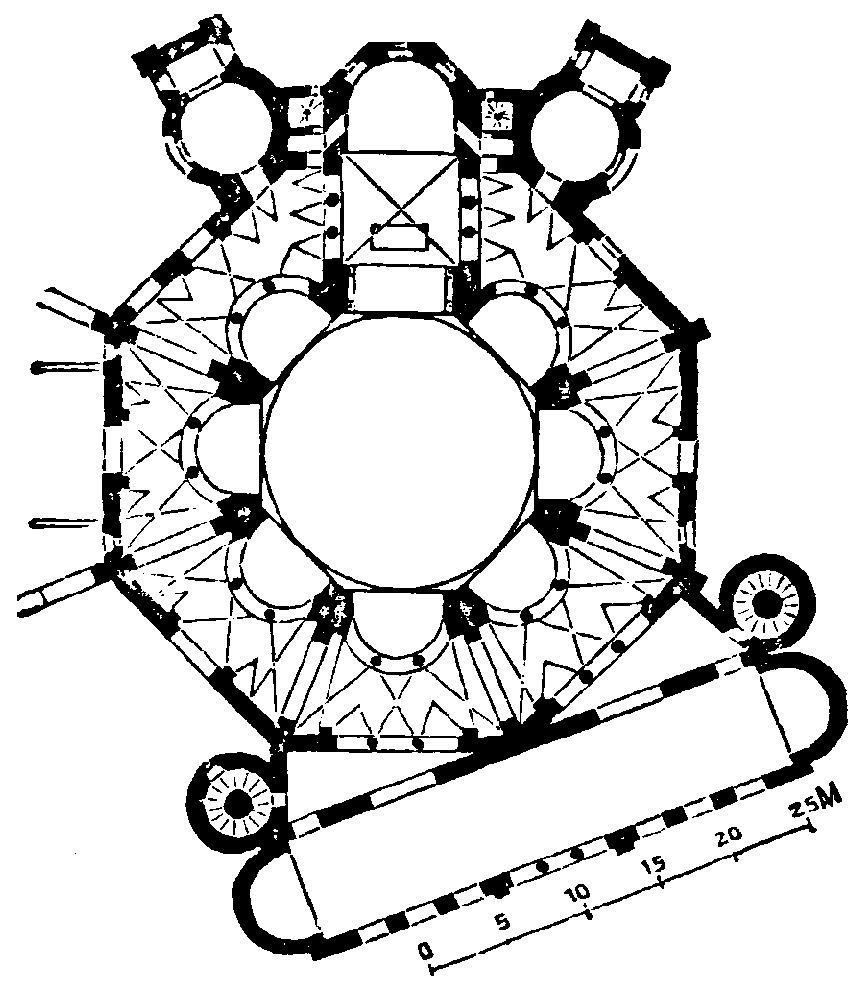
La pianta della basilica ottagonale di San Vitale a Ravenna, molto simile a ciò che doveva essere quella di Antiochia.

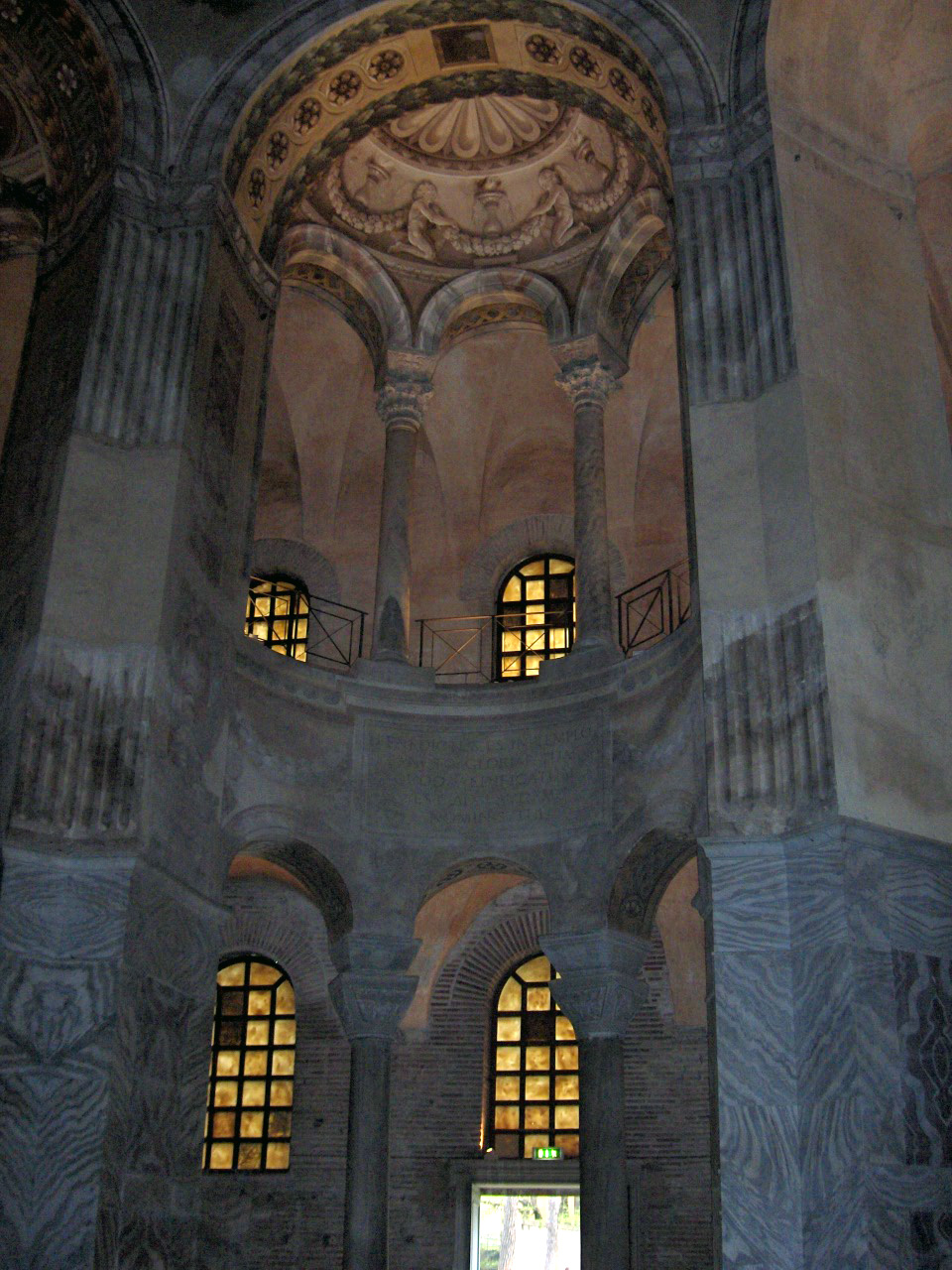
San Vitale a Ravenna: ecco come potrebbe essere apparso l'interno della Domus Aurea di Antiochia, fatta costruire da Costantino I.

Costantino I fece erigere una grande chiesa ad Antiochia (i lavori iniziarono nel 325 e terminarono nel 341 con Costanzo II), posizionata probabilmente nei pressi del Palazzo imperiale sull'isola, al di là dell'Oronte. La forma ottagonale della chiesa è considerata un prototipo che influenzò la successiva architettura bizantina ed islamica. La Chiesa fu gravemente danneggiata nel corso di un primo terremoto nel 526 e poi definitivamente distrutta da quello del 588, e mai più ricostruita.
Alcuni hanno ipotizzato che la Chiesa di San Vitale a Ravenna, costruita attorno agli anni 540, potrebbe essere come la chiesa ottagonale d'Oro di Antiochia. Ecco come ce la descrive Eusebio di Cesarea:
(Eusebio di Cesarea, Vita di Costantino, III, 50.)
Il successore di Giuliano, l'Imperatore Valente, dotò Antiochia di un nuovo foro, tra cui una statua del fratello Valentiniano I su una colonna centrale, riaprì poi la grande chiesa di Costantino, che rimase aperta fino al sacco persiano del 540, compiuto da Cosroe I.

### Tra Bisanzio, la Persia e gli Arabi

#### Bizantini e Sasanidi
Antiochia diede il nome ad una nuova scuola di pensiero cristiano, caratterizzata da un'interpretazione letterale delle sacre scritture che insistevano sui limiti umani di Gesù. Diodoro di Tarso (dopo il 372) e Teodoro di Mopsuestia (nativo di Antiochia) furono i leader di questa dottrina. Il santo principale locale fu un certo Simeone Stilita il Vecchio, che visse una vita ascetica in cima a un pilastro per 40 anni, a circa 65 km ad est di Antiochia. Il suo corpo fu portato nella grande città e sepolto in un edificio costruito al tempo dell'imperatore bizantino, Leone II (nel 459).
Nel 531 i Persiani sasanidi sferrarono una grande offensiva nella Commagene, sperando di impadronirsi di Antiochia: ma, pur infliggendo una sconfitta a Belisario presso Callinicum (531), si ritirarono con pesanti perdite senza aver espugnato una città. La pace durò otto anni durante i quali Giustiniano I, per mezzo di Belisario, riuscì a impadronirsi del Nordafrica e di gran parte dell'Italia, compresa Roma. Nella primavera del 540 però Cosroe I, su pressanti richieste dei Goti che avevano tutto l'interesse per la loro stessa sopravvivenza a tenere occupato l'Impero su due fronti, decise di infrangere il trattato: invase dunque la Siria e la Mesopotamia, espugnando e distruggendo varie città inclusa Antiochia, la cui popolazione venne deportata in Persia. Poco dopo fu abbandonata dai Sasanidi e ripresa dai Bizantini (nel 542).
Nel corso di una nuova offensiva dei Persiani, essi riuscirono a conquistare la Mesopotamia ed il Caucaso, e nel 611 invasero la Siria e entrarono in Anatolia, occupando Cesarea e Antiochia. Dopo aver espulso i Persiani dall'Anatolia nel 612, Eraclio lanciò una contro-offensiva in Siria nel 613, ma venne sconfitto presso Antiochia da Shahvaraz e Shahin e la posizione romana collassò, almeno fino al 628 quando la città fu nuovamente occupata dai Bizantini, anche se poco dopo fu lasciata agli Arabi.

##### Archeologia della città bizantina

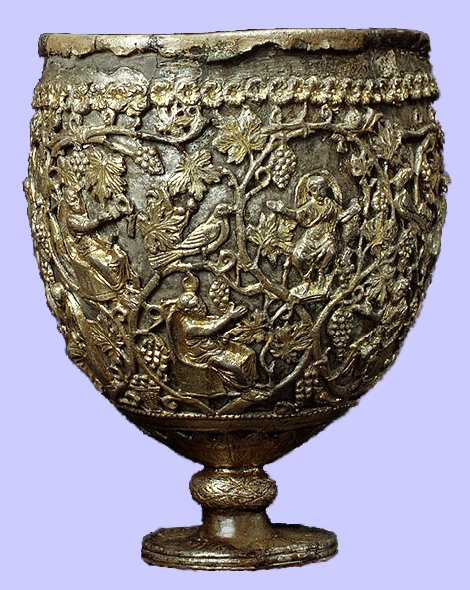
Raffinato calice proveniente da Antiochia della prima metà del VI secolo, oggi esposto al Metropolitan Museum of Art.

In questo periodo sappiamo dagli storici dell'epoca che avvennero tre spaventosi terremoti che rasero al suolo la città, il primo dei quali avvenne nel 526, quando dopo scosse minori, portò alla morte di ben 250000 abitanti, oltre alla distruzione totale della cattedrale ottagonale che era stata eretta dall'imperatore Costanzo II, all'interno della quale ci furono migliaia di vittime, cristiani che si erano riuniti durante la messa nella grande chiesa. Il terremoto era stato preceduto nel 525 da un gigantesco incendio che aveva devastato la città. Stime del danno parlano di un ottavo grado della scala Mercalli. Nel vicino porto di Seleucia di Pieria il terreno si sollevò di 0,7-0,8 metri, insabbiando così la parte del porto di sinistra e rendendolo inutilizzabile. Fu probabilmente il terzo terremoto con più alta perdita di vite umane di tutti i tempi. Ci furono poi quelli del 29 novembre del 528 e del 31 ottobre del 588.
Giustiniano I, che ribattezzò la città Theopolis ("Città di Dio"), restaurò molti dei suoi edifici pubblici subito dopo il grande terremoto del 526, la cui opera distruttiva fu paragonabile al successivo "sacco" del re sasanide, Cosroe I, del 538.

#### Bizantini e Arabi
Nel 636/637, durante il regno dell'imperatore bizantino Eraclio I, Antiochia venne conquistata dal califfato arabo della dinastia degli Omayyadi dopo battaglia del ponte di ferro, e divenne una città araba, ma decadde d'importanza. La città divenne nota ora con il nome arabo di أنطاكية (Anṭākiya). E poiché la dinastia omayyade non fu in grado di penetrare in Anatolia, Antiochia rimase per circa 350 anni lungo la linea di confine tra i due imperi, tanto che i continui conflitti dei secoli successivi la portarono ad un rapido declino. Nell'821 qui veniva incoronato Tommaso lo Slavo, città ancora controllata dai musulmani.
Riconquistata dall'imperatore bizantino Niceforo II Foca nel 969, divenendo sede di un dux, che comandava le forze locali, ricoprendo anche il ruolo di massimo comandante del fronte orientale dell'Impero. Nel 1078, gli Armeni presero il potere fino a quando i Turchi Selgiuchidi riuscirono ad occupare Antiochia nel 1084, che rimase sotto la dominazione turca per quattordici anni, prima che i crociati tornassero ad occuparla nel 1098.

#### Crociati ed Arabi
La prima crociata vide la riconquista di Antiochia da parte delle forze congiunte d'Occidente al termine dell'assedio del 1098, che causò ingenti danni alla città. Pur ospitando una corposa popolazione cristiana, fu tradita dagli alleati musulmani di Boemondo, principe di Taranto, il quale, dopo aver sconfitto la guarnigione turca, divenne comunque suo signore, erigendo la metropoli a capitale del Principato d'Antiochia.
La città fu contesa a lungo tra Bizantini e crociati che, dopo averla conquistata, si guardarono bene dal restituirla all'Impero, come invece Boemondo si era impegnato a fare con Alessio I Comneno al momento della sua pronuncia di vassallatico.
Dopo quasi due secoli, essa cadde però nel 1268 sotto i colpi del sultano mamelucco d'Egitto Baybars, dopo un ennesimo assedio. Baybars procedette quindi a massacrare la popolazione cristiana e, in aggiunta alle devastazioni della guerra, il porto della città divenne inaccessibile alle navi di grandi dimensioni a causa dell'accumulo di sabbia nel letto del fiume Oronte, non più dragato e Antiochia non riuscì più a recuperare il suo status di grande città, andato a vantaggio della vicina città portuale di Alessandretta (Iskenderun).